# Бурул
Бурул (калм. Буурл) — посёлок в Городовиковском районе Калмыкии, входит в состав Южненского сельского муниципального образования.
Население — 153 человек (2010)

## Название
Название посёлка (калм. Буурл) восходит к этнониму «бурул» — названию одного из калмыцких родов (буквально переводится как «седой, чалый, бурый»).

## История
Основан в начале XX века на землях Абаганерова рода Большедербетовского улуса как хутор Карпенко, по фамилии владельца этих земель, проживавшего в Санкт — Петербурге. Согласно Списку населённых мест Ставропольской губернии в 1909 году в хуторе крестьянина Якова Карпенко имелся 1 двор, проживало 20 душ мужского и 15 женского пола.
После установления Советской власти, в 1920-е село переименовали в Городовиково, в честь О. И. Городовикова.
28 декабря 1943 года калмыцкое население было депортировано. Посёлок, как и другие населённые пункты Западного района, был передан Ростовской области.
Калмыцкое население стало возвращаться после отмены ограничений по передвижению в 1956 году. Посёлок возвращён вновь образованной Калмыцкой автономной области в 1957 году
В 1971 году Указом Президиума ВС РСФСР поселок Городовиковск переименован в Бурул.

## Физико-географическая характеристика
Посёлок расположен в пределах Ставропольской возвышенности. Средняя высота над уровнем моря — 78 м. Рельеф местности равнинный. С юга, запада и востока посёлок окружён полями. К востоку от посёлка начинается балка Гахин. С севера посёлок обходит канал Ростовский распределительный № 4., относящийся к Право-Егорлыкской оросительно-обводнительной системе
По автомобильной дороге расстояние до столицы Калмыкии города Элиста составляет 250 км, до районного центра города Городовиковск — 8 км, до административного центра сельского поселения посёлка Южный — 16 км (по просёлочным дорогам — 7 км). К посёлку имеется подъезд с твёрдым покрытием (3 км) от автодороги Сальск — Городовиковск.
Согласно классификации климатов Кёппена-Гейгера посёлок находится в зоне континентального климата с относительно холодной зимой и жарким летом (индекс Dfa). В окрестностях посёлка чернозёмы маломощные малогумусные и темнокаштановые почвы различного гранулометрического состава.
Часовой пояс
Бурул, как и вся Республика Калмыкия, находится в часовой зоне МСК (московское время). Смещение применяемого времени относительно UTC составляет +3:00.

## Население
Динамика численности населения
| 1909 |
| ---- |
| 35   |

| 2002 | 2010 |
| ---- | ---- |
| 195  | ↘153 |

Национальный состав
Согласно результатам переписи 2002 года большинство населения посёлка составляли калмыки (87 %)

## Социальная сфера
В посёлке действует Бурульская начальная школа (филиал Южной средней школы).

## Известные личности и уроженцы
- Гребенюк, Андрей Гаврилович (1902—1979) — Герой Социалистического Труда.
- Гребенюк, Мария Андреевна (1925—1994) — Герой Социалистического Труда.